# Emmanuel Jozef van Gansen
Emmanuel Jozef Van Gansen  (Westerlo, 25 december 1766 - 17 mei 1842) was een Zuid-Nederlands verzetsstrijder. Hij was een van de leiders van de Boerenkrijg.

## Biografie
Van Gansen was de zoon van een landbouwer die ook actief was als brouwer en winkelier. Nadat Van Gansen een opleiding volgde aan het college van Geel bleef hij thuis wonen om zijn ouders te helpen. In zijn vrije tijd schreef hij verzen in het Nederlands en Latijn.
In 1789 brak de Brabantse Omwenteling uit en Van Gansen meldde zich bij het patriottenleger. Hij werd tot infanterieluitenant bevorderd, maar keerde na het herstel van het Oostenrijkse bewind in 1790 terug naar zijn geboortedorp. Van eind november 1792 tot maart 1793 trad Van Gansen in als novice bij de paters kapucijnen in Leuven.
In 1795 annexeerde Frankrijk de Zuidelijke Nederlanden. Van Gansen had inmiddels het klooster verlaten, maar had toch kritiek op de anti-religieuze politiek van de nieuwe machthebbers. Hij verzamelde via een petitie handtekeningen om te protesteren tegen de verdrijving van kloosterlingen en te verhinderen dat de kerkelijke goederen werden verkocht. Nadat de conscriptiewet werd afgekondigd werd Van Gansen leider van de brigands in de Kempen. Tijdens het beleg van Diest liep hij een ernstige verwonding op aan zijn kin en onderlip. Tijdens de ontruiming van de stad moest hij hierdoor achterblijven. Hij besloot hierbij zijn eigen begrafenis in scène te zetten zodat de Fransen zouden denken dat hij gesneuveld was. Zijn manschappen vulden een kist met stenen en lieten die op het kerkhof begraven. Toen Van Gansen voldoende hersteld was werd hij in een grote ton per kar Diest uitgesmokkeld. Hij dook onder in Testelt.
Van Gansen bleef zijn leven lang ongehuwd.

## In populaire cultuur
- Van Gansen wordt vermeld in het lied Voor Outer en Heerd
- Hij werd opgevoerd als personage in het Suske en Wiske-album De gladde glipper (1973), dat zich tijdens de Boerenkrijg afspeelt.
- In een later Suske en Wiske-album, De Krimson-crisis (1988), wordt hij samen met andere Vlaamse historische figuren via de teletijdmachine naar het heden geflitst om de strijd tegen Krimson aan te binden.
- Vandersteen voerde Van Gansen al eerder op in een van zijn vroege werken De Jonge Brigand (1948).

## Herdenkingsplaten
Er is een herdenkingsplaat voor de Boerenkrijg met de namen van Elen en Van Gansen op de kerk van de Abdij van Vlierbeek te Kessel-Lo.

## Bron
- MARTENS, Erik, “De Boerenkrijg in Brabant (1798-1799). De opstand van het jaar 7 in het Dijledepartement”, Uitgeverij De Krijger, 2005, blz. 49, 55, 56, 95, 124, 127, 150.